# Олександр Захаров

Олександр Захаров (нар. 19 червня 1957, Київ — 2024) — український художник, представник сучасного міфологічного символізму. Учасник понад 50 міжнародних виставок, автор логотипу та офіційного постера кінофестивалю «Молодість»

## Біографія
Народився у Києві. Вивчав біологію, але присвятив себе живопису. Працював у Київському театрі ім. Івана Франка художником-оформлювачем. З 1994 року проживав у Мюнстер, Німеччина.
У його творчості переважають теми людини, символу, світла, архетипів та внутрішніх діалогів. Роботи зберігаються у приватних колекціях у Німеччині, Швейцарії, Франції, Чехії, США.
Протягом останніх 30 років жив у Німеччині, де активно виставлявся в містах Мюнстер, Гронау, Заарлуїс, Берлін.
Художника не стало 21 жовтня 2024 року.
Має трьох дітей. Його доньки Анастасія Захарова та Катерина Захарова продовжують справу батька, займаються популяризацією його творчості, володіють та працюють з фондом його картин, та є засновниками українського арт бренду ARTZAKHAROV .

## Творчість
Картини Захарова відомі глибокою символікою, особливо мотивом вершника — як образу сили, шляху, свободи.

### Вибрані роботи

Портрет невідомого (2005), оліяПортрет невідомого (2005), олія
Переправа (2007), оліяПереправа (2007), олія
Зустріч з тінню (2012), оліяЗустріч з тінню (2012), олія

## Участь у виставках
- Opera Gallery, Париж, Сінгапур, Сеул, Майамі, Гонконг, Монако
- Galerie van Almsick, Гронау, Німеччина
- Galerie Palz, Заврлуйс, Німеччина
- Rudifredlinkegalerie, Мюнстер, Німеччина
- Art Amsterdam, Амстердам, Нідерланди
- Art Expo New York, Нью-Йорк, США
- Galerie am Dom, Вецлар, Німеччина
- Galeria Lumas, Цюрих, Швейцарія

## Фестивалі
- Офіційний постер та логотип кінофестивалю «Молодість-43» (2013)